# Verwundetenaustausch über Sassnitz–Trelleborg–Haparanda

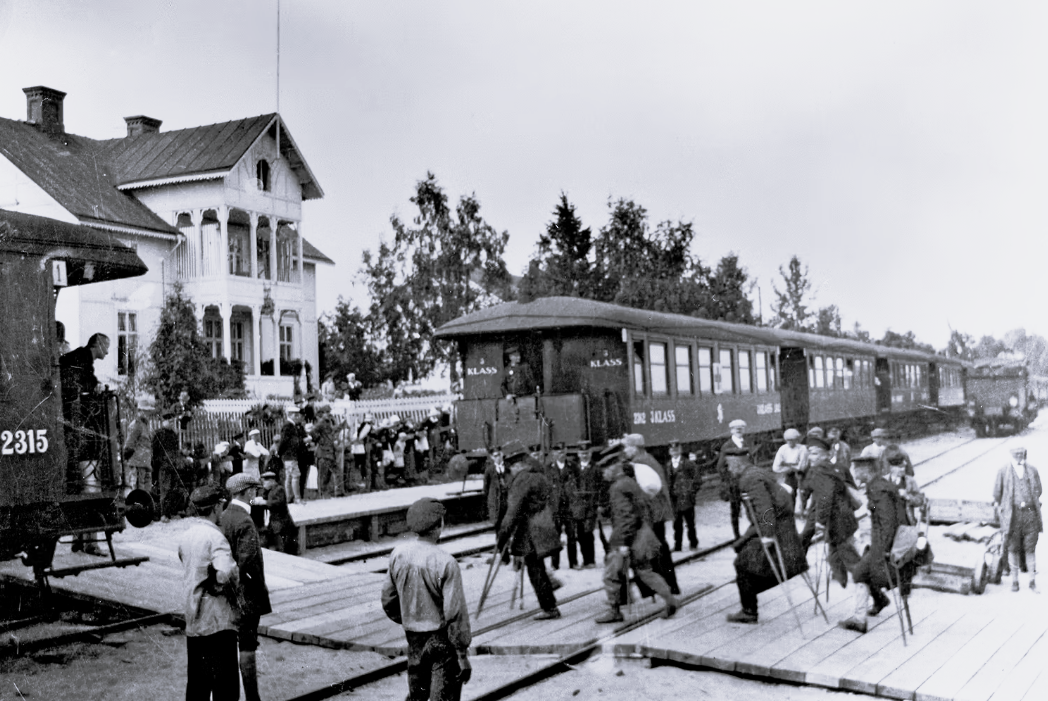
Verwundete Kriegsgefangene auf dem Weg zum Invalidenzug in Haparanda

Während des Ersten Weltkriegs tauschten die kriegsführenden Länder Russland einerseits und Deutschland und Österreich-Ungarn andererseits schwerstversehrte Kriegsgefangene über eine Schiffs- und Zugroute aus. Die Route verband in beiden Richtungen Sassnitz in Deutschland mit Tornio in Finnland, das damals ein teilautonomes Großfürstentum im Russischen Kaiserreich war, und verlief über Trelleborg und Haparanda im neutralen Schweden.
Der Austausch der Schwerverwundeten dauerte vom 1. August 1915 bis zum 1. August 1918. Insgesamt wurden etwa 65.000 Menschen über diese Route transportiert.

## Initiierung durch Schweden
Vom 28. Juli bis zum 4. August 1914 wurden zwischen europäischen Staaten Kriegserklärungen ausgesprochen. In den folgenden Kampfhandlungen wurden Soldaten beider Seiten getötet, verwundet und gerieten in Kriegsgefangenschaft. Kriegsgefangene, die so schwer verwundet waren, dass sie nicht mehr zur Arbeit eingesetzt oder wieder in den Krieg geschickt werden konnten, mussten verpflegt und medizinisch versorgt werden. Sie stellten also für die kriegführenden Länder eine Belastung dar. Daher waren alle Länder daran interessiert, Gefangenenaustausche zu organisieren.
Die Verhandlungen für die Austausche zogen sich über Monate hin, besonders der Transportweg war strittig. Ein Austausch über den reinen Landweg erschien wegen Treibstoffmangels der schwedischen Eisenbahn nicht möglich. Daher sollte der Verkehrsweg über die Ostsee erfolgen. Die Deutschen konnten jedoch nicht zusichern, dass U-Boote im Tumult der Gefechte keine Schiffe mit Kriegsgefangenen angreifen würden. Im Juli 1915 gelang es schließlich dem schwedischen Außenministerium in Zusammenarbeit mit dem Schwedischen Roten Kreuz, die Genehmigung für einen Austausch von verwundeten Gefangenen zwischen Russland, Deutschland und Österreich-Ungarn zu erhalten.
Als im Juli 1914 der Erste Weltkrieg ausbrach, übernahm das neutrale Schweden die Rolle eines Transitlandes zwischen Ost und West. Besonders Prinz Carl von Schweden, Präsident des Roten Kreuzes seines Landes, setzte sich in dieser Angelegenheit ein. Die Invalidentransporte im Speziellen boten die Möglichkeit, einen Beitrag zu leisten, anstatt nur am Rande des Krieges zu stehen. Die Invalidenzüge weckten nicht nur das Interesse der schwedischen Zivilbevölkerung. Könige, Botschafter und Amtsträger besuchten die Soldaten und selbstverständlich berichteten die Medien ausführlich. Für das schwedische Volk waren die Kriegsinvaliden eine lebendige Verbindung zur Realität des Krieges. Die Soldaten wurden zu Essen geladen, notfalls auch dorthin getragen. Die Schweden machten keinen Unterschied zwischen Russen und Deutschen. Schweden wurde in den Zeitungen als eine humanitäre und zivilisierte Nation hervorgehoben, die versuchte, Leid zu lindern.
Die Invalidentransporte bedeuteten für Schweden eine nie dagewesene internationale Hilfstätigkeit. Nach Kriegsende setzte das Land eine Arbeit in internationalen Organisationen wie Save the Children und dem Völkerbund fort.

## Route
In der ersten Phase des Krieges lagen die Hauptkriegsschauplätze vorwiegend im heutigen Polen. Für die Rückführung verwundeter Kriegsgefangener in ihre Heimatländer gab es daher nur den Weg über den hohen Norden. Die Route für die Invalidentransporte führte von Sassnitz auf Rügen über Trelleborg nach Haparanda in Schweden und von dort nach Tornio im heutigen Finnland, damals russisches Großherzogtum. Die russischen Soldaten, die in Deutschland in Kriegsgefangenschaft geraten waren, reisten nach Norden, die Soldaten aus Deutschland und Österreich-Ungarn reisten in die entgegengesetzte Richtung.
Die verwundeten Soldaten wurden mit dem Zug nach Sassnitz auf Rügen transportiert. Von dort aus ging es mit dem Schiff auf der Route der Königslinie weiter. Zwei Passagierdampfer der Reederei AB Svea wurden zu Lazarettschiffen umgerüstet, die Birger Jarl und die Aeolus. Sie fuhren unter der Flagge des schwedischen Roten Kreuzes und wurden durch Begleitschiffe gesichert. Die 107 km lange Fahrt über die Ostsee nach Trelleborg dauerte ungefähr sechs Stunden. Ein speziell umgebauter Zug fuhr von Trelleborg aus 2.000 km durch Schweden Richtung Norden bis nach Haparanda. Die Reise durch Schweden konnte bis zu vier Tage dauern. In Haparanda angekommen, fuhr der Lazarettzug mit Soldaten der anderen Seite zurück nach Trelleborg. Von Haparanda aus überquerte eine Fähre, im Winter ein Schlitten, den Fluss Torne nach Tornio ins russische Großherzogtum. In Tornio war ein provisorisches Gleis vom Bahnhof zum Flussufer gelegt worden, um die Soldaten weiterzutransportieren. Der Austausch der Schwerverwundeten auf dieser Route dauerte bis zum 1. August 1918.
Diese Reiseroute wurde in beide Richtungen auch von anderen Kriegsreisenden genutzt, so z. B. von der deutschen Gesandtschaft aus Bukarest oder vom Tross Lenins auf dem Weg von der Schweiz nach St. Petersburg 1917.

### Sassnitz
Bereits 1909 hatte das Rote Kreuz bei den deutschen Ostseebädern angefragt, ob sie „im Kriegsfalle möglichst viele […] genesende Krieger“ aufnehmen könnten. Im Juli 1914 verzeichneten die Ostseebäder einen Rekord an Besucherzahlen. Nach der Mobilmachung am 1. August 1914 mussten über 50.000 Menschen innerhalb weniger Tage abreisen.
Wegen seiner Lage an der Ostsee und der Nähe zum neutralen Schweden verlief eine Hauptverkehrsroute ins feindliche Ausland über Sassnitz nach Trelleborg. Staatsbürger aus Kriegsparteien wurden vor Ort festgehalten und warteten, bis die Ausreiseerlaubnis gegeben wurde. Die aus Russland ausgewiesenen Deutschen kamen ebenfalls über Sassnitz. Deutsche Staatsbürger mussten sich zum Aufenthalt auf Rügen ausweisen.
Zum Schutz der Grenze und des Hafens wurden Küstenabschnitte mit Landsturmbataillonen, Hilfspolizisten und Küstenwachen besetzt. Am Hafen wurde eine Marine-Nachrichtenstelle eingerichtet. Auf Rügen wurden Geld- und Sachspenden gesammelt, Orgelpfeifen und Kirchenglocken beschlagnahmt. Die Seehunde wurden für die Öl- und Fettproduktion fast ausgerottet.

### Haparanda

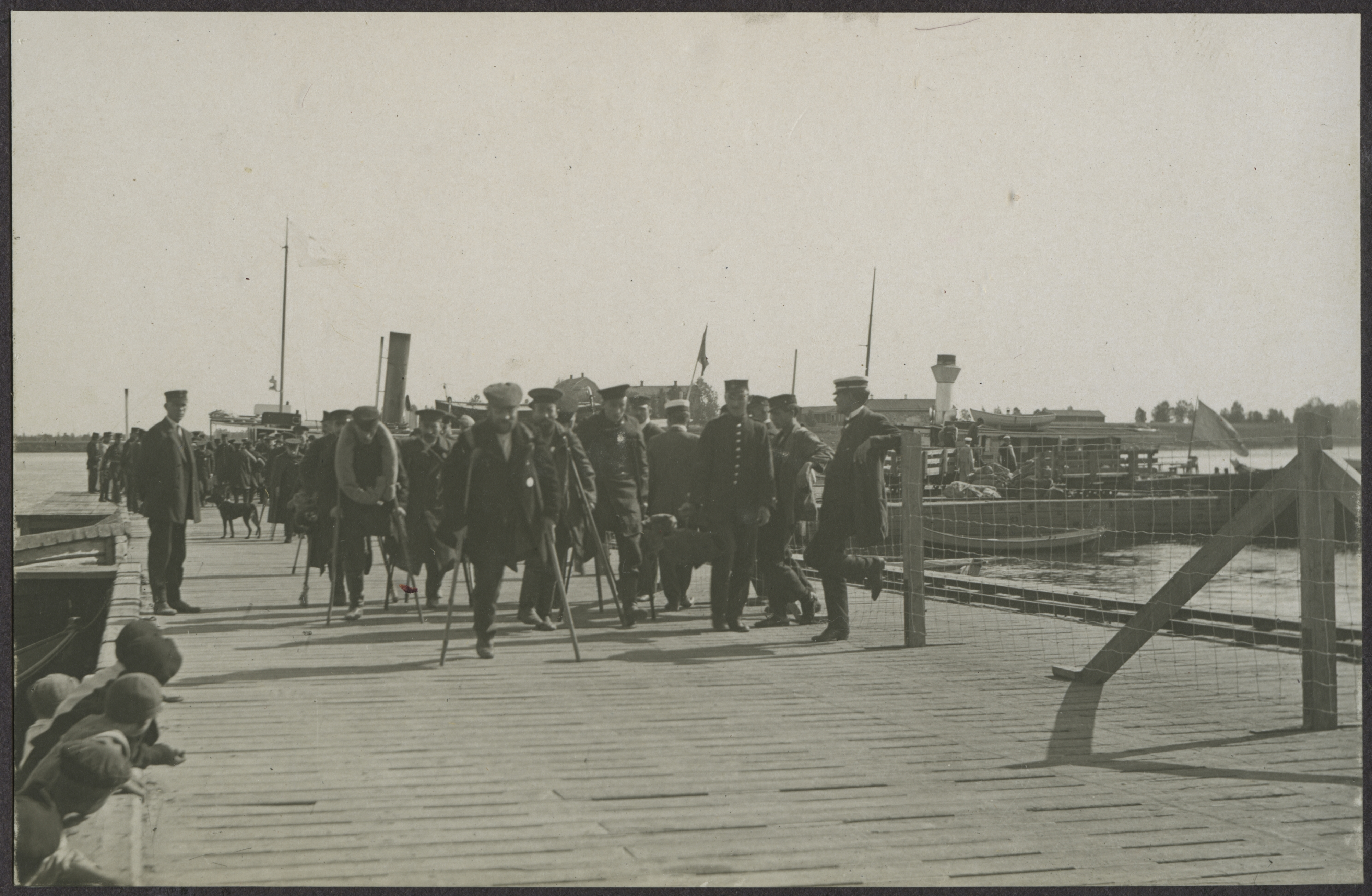
Verwundete Kriegsgefangene auf der Seebrücke von Haparanda

Die Stadt Haparanda war mit den benachbarten Orten Karungi und Tornio in den Verwundetenaustausch eingebunden. Das schwedische Karungi liegt rund 25 km nördlich von Haparanda, Tornio 2 km östlich, direkt hinter der Grenze zu Finnland, die durch den Fluss Torne älv markiert ist. Im Krimkrieg fungierten die kleinen Städte Haparanda und Tornio erstmals als Transitstätten zwischen den kriegführenden Staaten. Nachdem Finnland Teil des Russischen Reiches geworden war, galt Haparanda als Tor vom Westen nach Russland. Als die Grenzen Europas im Ersten Weltkrieg geschlossen wurden, wurde Haparanda ausgiebig für den Handel und das Reisen von Ost nach West in beide Richtungen genutzt. Könige, Diplomaten, Politiker, Mitglieder der Zarenfamilie, Mitarbeiter des Roten Kreuzes, Spione und auch Wladimir Lenin passierten während des Krieges in Haparanda die Grenze, „das Nadelöhr zwischen Ost und West“.
In Karungi wurde am 1. Juli 1913 das Bahnhofsgebäude eröffnet. Im Dezember 1914 wurde ein Postdienst eingerichtet, um Post auf dem Landweg zwischen Karungi und Tornio zu befördern. Zu Beginn des Ersten Weltkriegs lag das Ende der schwedischen Eisenbahnlinie in Karungi. Dort wurde die gesamte Post von und nach Finnland, Russland, Persien, China und Japan gesammelt und dann mit Pferdewagen nach Haparanda und über den Fluss weitertransportiert. Der Fluss Torne älv ist dort flach und schiffbar, im Winter ist er zugefroren und mit Schlitten befahrbar. Hinter der Grenze lag der Endpunkt des russisch-finnischen Eisenbahnnetzes, Tornio. Im Jahr 1917 wurde zusätzlich eine Seilbahn über den Fluss errichtet, die allein im ersten Jahr über 27.000 t Post transportierte, fast ausschließlich Kriegsgefangenenpost. Allein im April 1917 wurden eine Million Pakete über den Fluss befördert. Die Seilbahn war 1917 und 1918 in Betrieb.
Zur Vorbereitung der Gefangenentransporte wurde die Eisenbahnstrecke von Karungi nach Haparanda weitergeführt. Haparanda wurde 1915 erst provisorisch, 1918 dann fest an das schwedische Eisenbahnnetz angeschlossen. Zu dieser Zeit war diese Strecke die einzige offene Eisenbahnverbindung zwischen Westeuropa und Russland. Die Eisenbahnbrücke über den Fluss wurde erst am 6. Oktober 1919 eröffnet. Auch ein Hospital wurde in Haparanda errichtet. Während des gesamten Krieges kamen jeden Monat Tausende von Flüchtlingen an, rund 75.000 insgesamt.
Selbst in der heutigen Zeit zählt die Stadt Haparanda zu den verkehrsreichsten Grenzübergängen in Skandinavien. Zum hundertsten Jahrestag des Gefangenenaustauschs fand in Haparanda eine Gedenkveranstaltung statt.

## Zugtransport

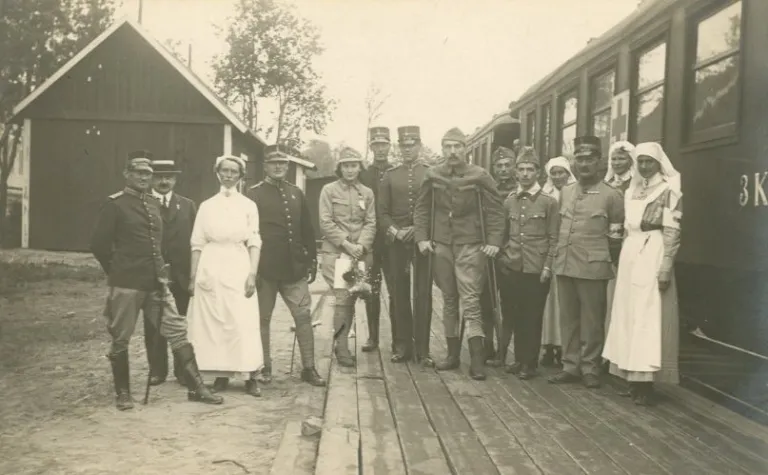
Militärangehörige und Pflegende posieren vor dem Invalidenzug in Haparanda, 1917

Die Betreuung der Schwerverletzten während der Zugfahrt oblag dem schwedischen Roten Kreuz. Ein Arzt und fünf bis zehn pflegende Personen leisteten medizinische Versorgung. Eine der Krankenschwestern der Invalidentransporte war die Diplomatentochter Elsa Brändström (1888–1948), die einige Jahre später als „Engel von Sibirien“ bekannt werden sollte. 1919 wurde sie u. a. mit der Medaille des Schwedischen Roten Kreuzes ausgezeichnet. Sie setzte sich bis zu ihrem Tod für bedürftige Menschen in aller Welt ein.
Die speziell gebauten sogenannten Invalidenzüge boten laut einer Quelle bis zu 250 Soldaten Platz, laut einer weiteren Quelle bestand ein Zug aus elf Lazarettwagen: ein Wagen der 1. Klasse für zwölf verwundete Offiziere, einer der 2. Klasse für 25 verwundete Unteroffiziere und neun der 3. Klasse für je 144 Verwundete aus dem Mannschaftsstand. Darüber hinaus waren ein Arzt- und zwei Güterwagen Teil des Zuges. Ein Waggon diente als Leichenwagen für die unterwegs Verstorbenen.

## Beginn der Austausche

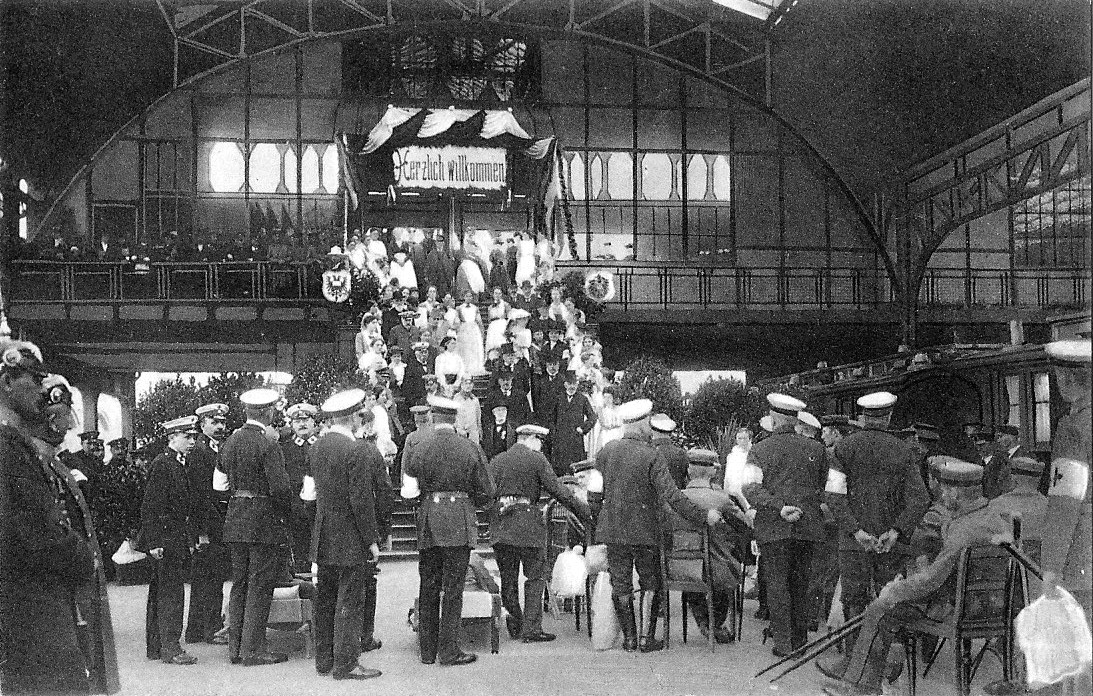
Heimkehr von verwundeten Kriegsgefangenen aus dem Russischen Kaiserreich am Sedantag 1915 (Lübeck Hauptbahnhof)

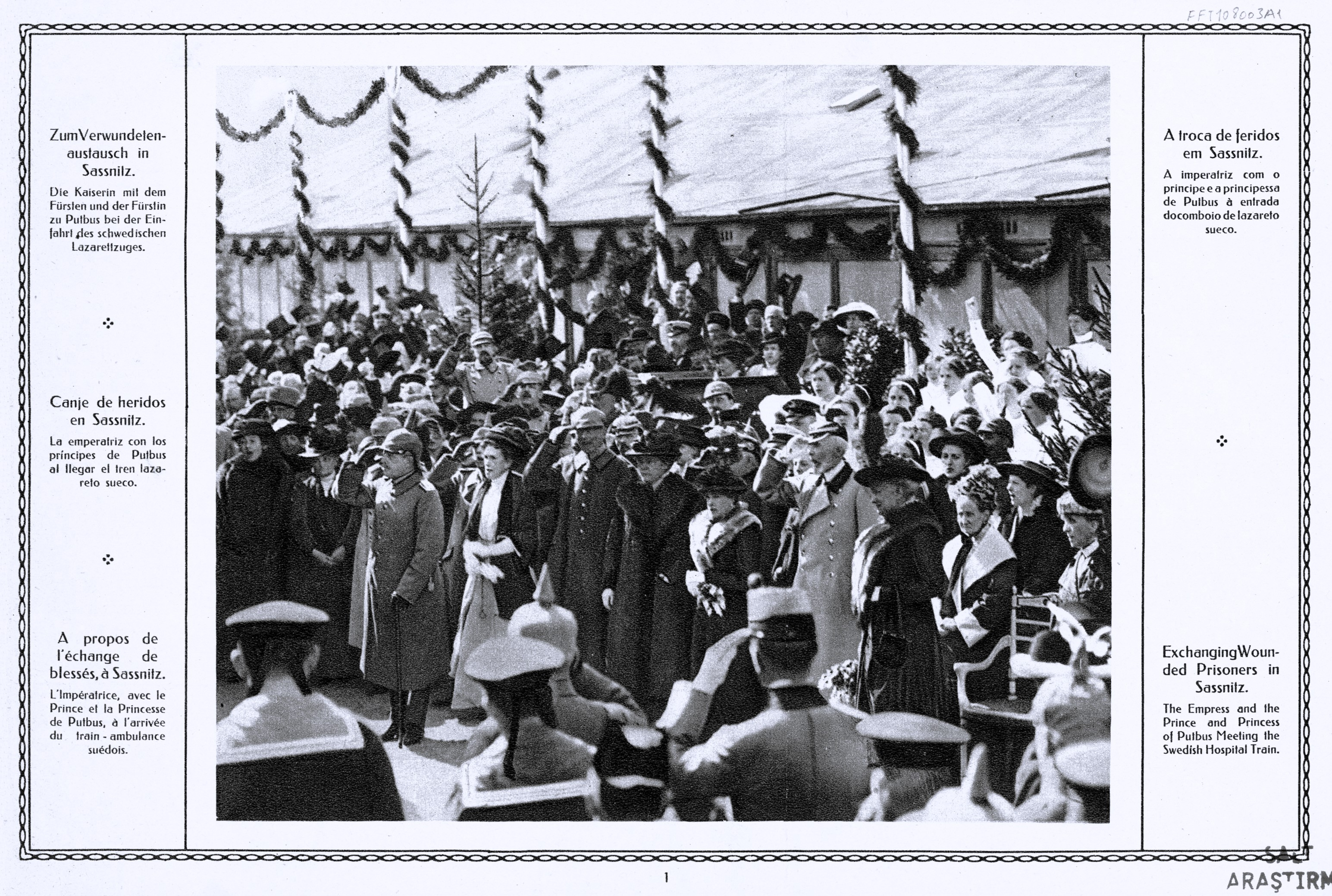
Empfang der Verwundeten durch die Kaiserin, den Fürsten und die Fürstin zu Putbus am 7. April 1916 in Sassnitz

Am 11. August 1915 warten 250 russische Invaliden, untergebracht in Hotels, auf das erste Schiff des Verwundetenaustauschs, das sie nach Trelleborg bringen sollte. Als der Dampfer Aeolous am 12. August 1915 unter der Flagge des Roten Kreuzes in Trelleborg einlief, wurde er von Hunderten Zuschauern am Kai empfangen. Auch die Kriegsversehrten standen jubelnd auf den Decks. Der Weitertransport erfolgte mit einem Zug des Roten Kreuzes, der auf die am Kai verlaufenden Bahngleise rangiert worden war. Bei der Abfahrt erklangen Nationalhymnen und Salutschüsse.
Am anderen Ende der Strecke traf am 14. August 1915 in Haparanda ein Boot mit deutschen, ungarischen und österreichischen Schwerstverwundeten aus Russland ein, die dann mit dem Zug weitertransportiert werden. Am 16. August kam in Trelleborg der erste Zug aus dem Norden an, mit 225 deutschen und etwa 150 österreichisch-ungarischen Verwundeten von der Ostfront. Noch am selben Tag erreichten die Soldaten mit dem Dampfschiff Birger Jarl den Hafen von Sassnitz. Bei strömendem Regen wurden sie vom Fürsten von Putbus und hochrangigen Militärs begrüßt. Die Bevölkerung bejubelte die Eingetroffenen. Eine Kapelle spielte das Lied „In der Heimat, in der Heimat, da gibt's ein Wiedersehen“.
In Sassnitz mussten wegen Ansteckungsgefahren die auszutauschenden Soldaten beider Seiten in isolierten Räumlichkeiten untergebracht werden. Die heimkehrenden Deutschen wurden mit Liebesgaben versorgt.
Im Dezember 1915 wurde der Austausch eingestellt, am 7. April 1916 wieder aufgenommen. An diesem Tage reiste Kaiserin Auguste Viktoria an, um die Heimkehrer in Sassnitz in Empfang zu nehmen. Tausende Menschen, darunter der Adel der Insel und mehr als zwanzig Pressevertreter aller großen deutschen Zeitungen waren erschienen. Über einen Zeitraum von zwei Stunden begrüßte die Kaiserin jeden Verwundeten mit Handschlag und den Worten „Willkommen in der Heimat!“

## Zahlen
Insgesamt passierten während des Krieges etwa 75.000 Soldaten Haparanda. Über den Hafen von Trelleborg wurden mehr als 60.000 Kriegsgefangene ausgetauscht. Insgesamt tauschen die Kriegsparteien in Richtung Deutschland 26.000 Gefangene und in Richtung Russland 35.500 Gefangene aus. Rund 37.000 kamen aus Russland, über 22.000 kamen aus Österreich-Ungarn und 3.617 waren Deutsche. Während des gesamten Ersten Weltkriegs beschwerten sich die Deutschen darüber, dass die Russen hauptsächlich Soldaten der österreichisch-ungarischen Armee zurückschickten, aber nur sehr wenige Deutsche. Im Dezember 1916 wurden auch mehr als 400 türkische Verwundete über diese Route geleitet.
Die Ausgaben auf Rügen für den Empfang der Schwerverwundeten betrugen ungefähr 58.000 Reichsmark. Knapp 6.000 Reichsmark wurden für die würdige Ausstattung des Friedhofes verwandt, auf dem 13 Deutsche, 14 Bürger aus Österreich-Ungarn und 38 Russen beigesetzt sind.

## Verwundete

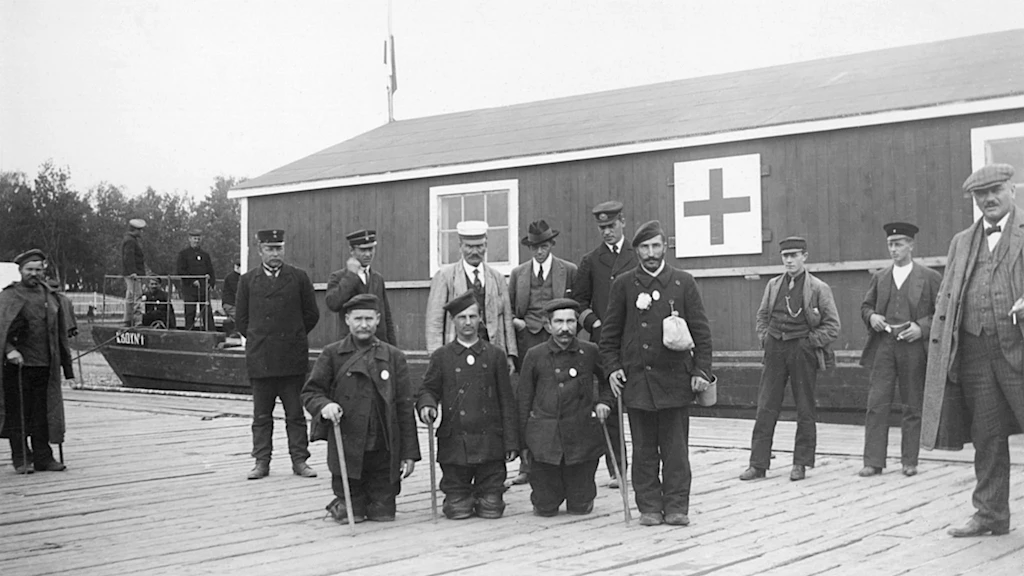
Russische Kriegsversehrte in Tornio

Nur Schwerstverletzte wurden mit diesen Transporten nach Hause geschickt; wurden Kriegsgefangene während der Reise als zu gesund eingestuft, schickte man sie zurück in das Gefangenenlager. Überwiegend handelte es sich bei den Ausgetauschten um Arm- und Beinamputierte (nicht selten mit doppelten Amputationen), aber auch Kriegsblinde, Gesichtsverletzte und schwer an Tuberkulose Erkrankte. Verwundete, die nicht laufen konnten, mussten sich teils krabbelnd fortbewegen; im Museum von Trelleborg hat sich ein provisorisches Holzbein erhalten, das vermutlich für einen ausgetauschten deutschen Soldaten angefertigt wurde.
Der Anblick der teils furchtbar verstümmelten Verwundeten wirkte auf die Öffentlichkeit im neutralen Schweden schockierend. Die schwedischen Zeitungen konnten über die Kriegsinvaliden berichten, ohne sie glorifizieren zu müssen, wie die Presse der Kriegsparteien es tat. So konnte man in schwedischen Presseberichten beispielsweise lesen:
- „[…] erbärmliche menschliche Wracks ohne Arme und Beine und mit dem Licht ihrer Augen für immer ausgelöscht.“[12]
- „Verkrüppelte, kräftige Männer auf Krücken und Stöcken stapften zu den Zügen. Erbärmliche, lungenkranke Elendsgestalten in zerfledderten Uniformen. Geisteskranke junge Männer mit starren Augen, die von Sanitätern des Roten Kreuzes an Bord geführt werden mussten. Schrecklich verstümmelte und deformierte Soldaten auf Bahren.“[12]
- „Diese menschlichen Kadaver hatten nichts Männliches, nichts Heldenhaftes, nichts Ehrenhaftes an sich.“[12]

Der lange Transport war für die Schwerstverletzten sehr anstrengend. Hunderte von Soldaten haben die strapaziöse Reise nicht überlebt. Den Transport, der am 7. Juli 1916 in Sassnitz eintraf, überlebten beispielsweise nur 36 von 150 Austauschverwundeten. Auch Suizide kamen auf dem Transport vor.

## Mahnmale

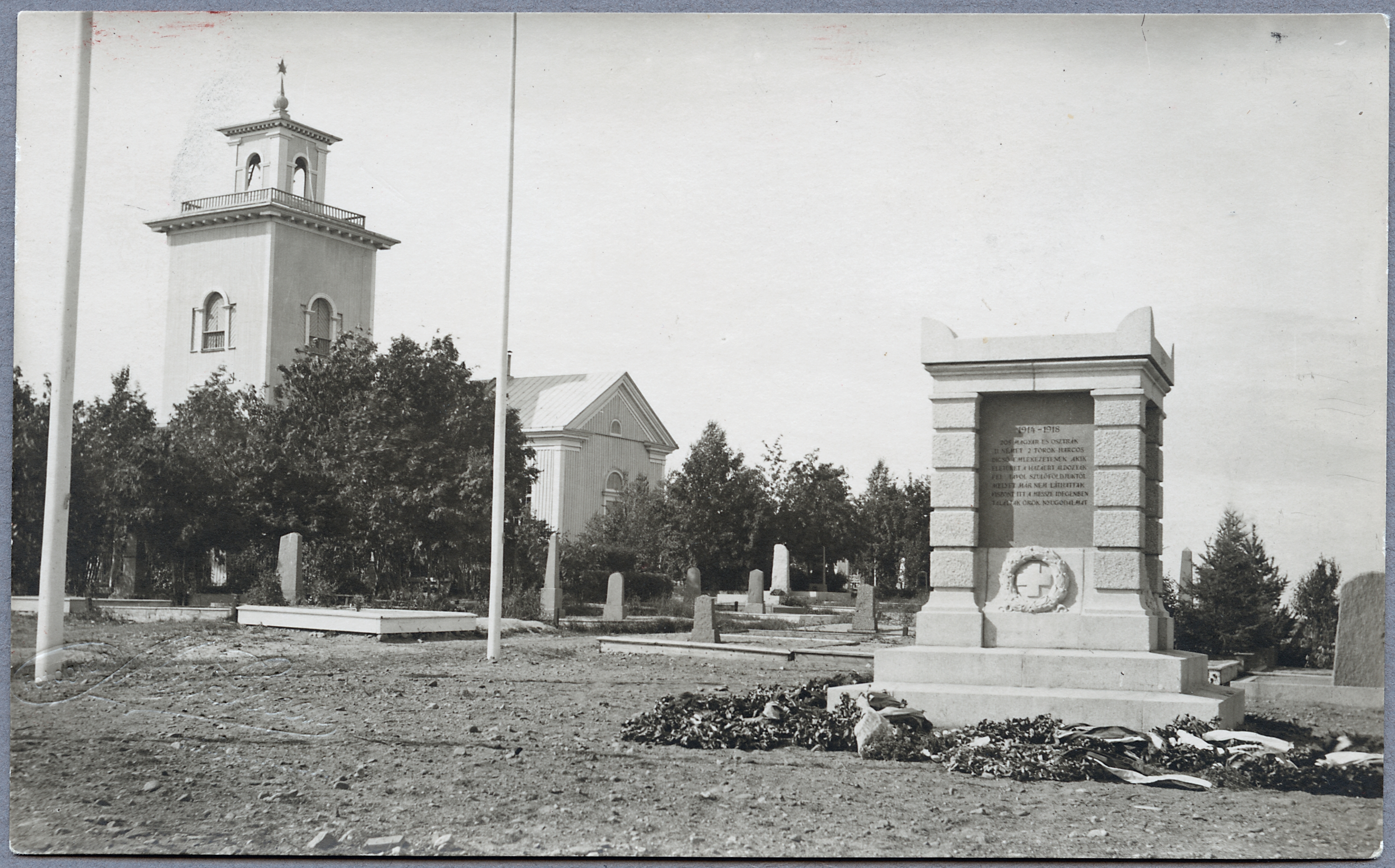
Mahnmal für die auf dem Transport verstorbenen Verwundeten in Haparanda

In Trelleborg kam im September 1915 der erste Tote aus Haparanda an. Er wurde mit militärischen Ehren und unter großer Anteilnahme der Bevölkerung beigesetzt. Am 30. Oktober 1926 wurde ein Denkmal auf dem Nordfriedhof in Trelleborg eingeweiht, das an die Toten des Kriegsgefangenenaustauschs während des Ersten Weltkriegs erinnert. Geschaffen wurde das spendenfinanzierte Denkmal vom Trelleborger Künstler Axel Ebbe. Das Mahnmal trägt die Inschrift „Sehnsucht wurde ihr Erbe“.
Im Jahr 1919 wurde auf dem Friedhof in Haparanda ein Denkmal für 205 Österreicher, elf Deutsche und zwei oder drei Türken enthüllt, die während der Invalidentransporte im Ersten Weltkrieg starben. Die Inschrift in deutscher, ungarischer, türkischer und schwedischer Sprache endet mit den Worten: „[…] weit weg von der Heimat, die sie wiederzusehen hofften, sollen sie hier ihre letzte Ruhestätte finden.“
Am Totensonntag 1923 fand in Sassnitz ein Gottesdienst zum Gedächtnis der Gefallenen statt. Auf dem Friedhof hatte der Marineverein ein Heldendenkmal errichtet mit der Inschrift „Treue um Treue!“ An die Gefallenen des Ersten Weltkriegs erinnern auf Rügen in den 2000er Jahren vor allem Tafeln und Memorabilienbücher in den Kirchen, ebenso wie Gedenksteine (meist Findlinge) auf Kirchhöfen und Dorfplätzen.